# 梅里德辛河之战
梅里德辛河之战（英語：Battle of Marais des Cygnes）又称“贸易站之战”（Battle of Trading Post），是南北战争双方1864年10月25日在堪萨斯州林县打响的战斗。1864年下半年，美利堅聯盟國少将斯特林·普莱斯率骑兵入侵密蘇里州，意图把联邦军引离东面主战场。普莱斯率领的联盟军早期连战连捷，但10月23日在堪萨斯城附近的西港战役失利。联盟军撤入堪萨斯州，10月24日晚沿梅里德辛河岸扎营。联邦军准将约翰·桑伯恩率骑兵追击，当晚与普莱斯所部后卫发生冲突，但没有激烈交手就退出战斗。
弗雷德里克·本廷中校夜间带骑兵来援，联邦军兵力增至3500人。次日清晨战斗打响，桑伯恩把约翰·马默杜克少将率领的联盟军后卫赶到梅里德辛河以北。联邦军在此期间俘获大炮、战俘和马车。马默杜克意图守住河口，但在联邦军骑兵团包抄下被迫撤退。联盟军准将小约翰·克拉克带领约1200人的旅为普莱斯争取时间撤退。普莱斯少数部下上午还困在矿溪附近，在矿溪之战损失惨重。当晚双方又爆发马尔米顿河之战，普莱斯随后放火烧掉补给车队以免继续拖慢大军撤退。10月28日联盟军又在第二次纽托尼亚之战落败，普莱斯所部经阿肯色州和印第安人领地撤到德克萨斯州，此时他带入密苏里州的1.2万将士仅余3500人。

## 背景
1861年南北战争爆发，密蘇里州是蓄奴州但因州内政治立场不统一没有分裂。州长克莱伯恩·福克斯·杰克逊（Claiborne Fox Jackson）和密苏里州卫队（Missouri State Guard）主张分裂加入美利堅聯盟國，纳撒尼尔·里昂（Nathaniel Lyon）准将及其统领的联邦军支持联邦、反对分裂。同年斯特林·普莱斯（Sterling Price）少将带领密苏里州卫队在威尔逊溪和列克星敦击败联邦军，但联邦军大部队赶来支援，年底已把普莱斯所部压制在该州西南部。杰克逊与部分州议员投票要求脱离联邦加入美利堅聯盟國，但其他议员又投票反对分裂，密苏里州出现两个政府。1862年3月，联邦军在阿肯色州的豌豆岭战役击败联盟部队，全面控制密苏里州，此后直到1863年，该州联盟势力基本上只能打游击战或偷袭。
1864年9月初，美国东部局势已明显倒向联邦，特别是在亚特兰大战役（Atlanta campaign）击败联盟主力后。在任总统亚伯拉罕·林肯主张继续战争，与敦促结束战争的乔治·B·麦克莱伦相比面对1864年总统大选已有显著优势。此时联盟赢得战争的希望已经非常渺茫。泛密西西比战场（Trans-Mississippi Theater）方面，联盟部队1864年3至5月在路易斯安那州的红河战役（Red River Campaign）击退联邦军攻势。密西西比河东侧局势逐渐对联盟不利，联盟泛密西西比军区（Trans-Mississippi Department）司令埃德蒙·柯比·史密斯（Edmund Kirby Smith）上将受命把手下步兵调到东部和西部战场。但密西西比河已落入联邦海军（Union Navy）控制，联盟无法大规模渡河，调兵战略不可能实现。
面对有限资源和不利局势，史密斯决定转守为攻，希望分散主战场联邦军兵力，为手下部队分散调动创造条件。普莱斯与联盟新任密苏里州州长托马斯·考特·雷诺兹提议入侵密苏里州，史密斯批准方案并派普莱斯带兵出征。防御密苏里州的大部分联邦军已调往别处，州内主要防御部队只剩密苏里州民兵（Missouri State Militia）。普莱斯期望联盟反攻引领密苏里州民众起义，分散主战场的联邦军，提升麦克莱伦战胜林肯的几率。他9月19日挥师攻入该州，部队正式名称“密苏里军团”（Army of Missouri），包含詹姆斯·法根（James F. Fagan）少将、约翰·马默杜克（John S. Marmaduke）少将，以及约瑟夫·谢尔比（Joseph O. Shelby）准将统领的三个师，共有1.3万骑兵和14门小口徑加农炮。

## 序幕

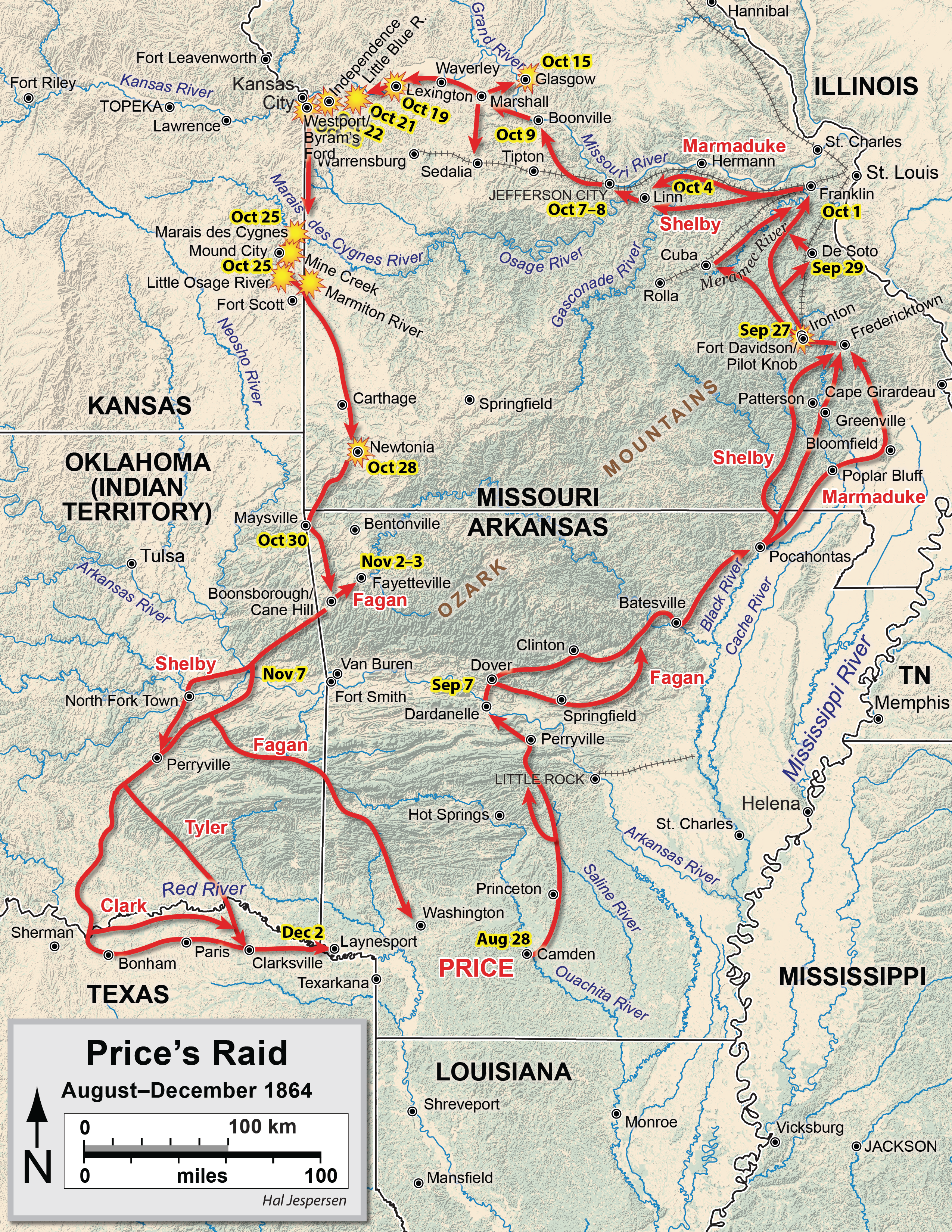
普莱斯突袭地图

9月24日，普莱斯所部已抵达麦迪逊县弗雷德里克敦（Fredericktown），得知小托马斯·尤因（Thomas Ewing Jr.）准将带领的联邦军控制艾昂县派洛特诺布（Pilot Knob）和圣路易斯与铁山铁路（St. Louis & Iron Mountain Railroad）。为避免攻向圣路易斯期间敌军从后方来袭，普莱斯派马默杜克和法根率各自所部前往派洛特诺布，他和谢尔比在该城北面行动。9月26日，尤因所部在艾昂县阿卡迪亚（Arcadia）与来犯联盟军交手后撤入戴维森堡（Fort Davidson）防御工事。次日普莱森攻打该堡并呼吁尤因投降，尤因1863年发布“一般命令第十一号”（General Order No. 11）不得民心，担心落入联盟之手会遭处死所以拒绝投降。坚持不懈的联邦军多次打退敌军，并在9月28日凌晨三点逃离。至少伤亡八百人的联盟军士气大损，普莱森放弃进军圣路易斯。
普莱斯所部朝杰斐逊城推进，并因大型补给车队随行速度缓慢。10月7日他们逼近埃格伯特·布朗（Egbert Brown）准将率领约七千将士（大部分是缺乏战斗经验的民兵）驻守的杰斐逊城。联盟情报失误导致普莱斯误以为城内有1.5万兵力，担心重现派洛特诺布的惨败所以决定不攻城，部队次日朝库珀县布恩维尔（Boonville）进发。布恩维尔位于亲联盟的小迪克西（Little Dixie）地区，普莱斯在此招募的新兵数量尚具争议，历史学家查尔斯·科林斯（Charles D. Collins）称1200人，堪萨斯城公共图书馆（Kansas City Public Library）的克里斯托弗·菲利普斯（Christopher  Phillips）认为有兩千人，历史学家凯尔·西尼西（Kyle Sinisi）宣称至少2500人。需要武器的普莱斯下令分出两支部队前去偷袭：小约翰·克拉克（John B. Clark Jr.）准将带1800人前往格拉斯哥，杰夫·汤普森准将带谢尔比铁旅（Shelby's Iron Brigade）攻向佩蒂斯县锡代利亚（Sedalia）。两队偷袭都很顺利。接下来普莱斯向西面的堪萨斯城推进并与联邦军频繁交手，在10月23日的西港战役达到高潮。詹姆斯·布朗特（James G. Blunt）少将与阿尔弗雷德·普里森顿（Alfred Pleasonton）少将带领联邦军大败密苏里军团，普莱斯所部后撤，谢尔比带兵殿后。
庞大的补给车队导致联盟军无法迅速南撤，10月24日进入堪薩斯州后一路烧杀抢掠。普莱斯当晚在林县贸易站（Trading Post）附近扎营，营地位于梅里德辛河（Marais des Cygnes River）两岸。普莱斯认为追击的联邦军会企图绕过侧翼阻挡撤退路线，但不会有大部队攻打贸易站。追击的联邦军此时在密苏里州西点（West Point），布朗特提出雄心勃勃的侧翼包抄计划，但被堪萨斯军区（Department of Kansas）司令塞缪尔·瑞恩·柯蒂斯少将否决。布朗特建议少量兵力佯攻梅里德辛河的联盟军阵地，绝大多数部队包围敌军侧翼并在清晨进攻。侧翼包抄和夜间渡河风险很大，梅里德辛河以南地形不利于部队快速调动，布朗特的计划有欠考虑，而且建立在敌人不会转移的基础上。柯蒂斯命令普里森顿正面进攻，但后者此时筋疲力尽，将手下的师临时交给约翰·桑伯恩（John B. Sanborn）准将指挥。
24日深夜，桑伯恩派骑兵攻打贸易站。他的部队右翼是爱荷华州第4骑兵团（4th Iowa Cavalry Regiment）与科罗拉多州第2骑兵团（2nd Colorado Cavalry Regiment）三个连，左翼是密苏里州第6（6th Missouri State Militia Cavalry Regiments）和第8州民兵骑兵团（8th Missouri State Militia Cavalry Regiments），与负责后卫的法根所部交手。爱荷华州第4骑兵团将士不知道前方是科罗拉多州第2骑兵团，结果短暂发生友军误伤（Friendly fire），同时与法根的部队发生小冲突。桑伯恩不知道对手实力，以为联盟军队可能高达万人。手下官兵非常疲倦而且雷暴天气不适合作战，他将绝大多数兵力撤回，仅密苏里州第6州民兵骑兵团当晚与对手持续交火。法根通知普莱斯敌军来袭，联盟部队从午夜左右开始撤退。

## 战斗

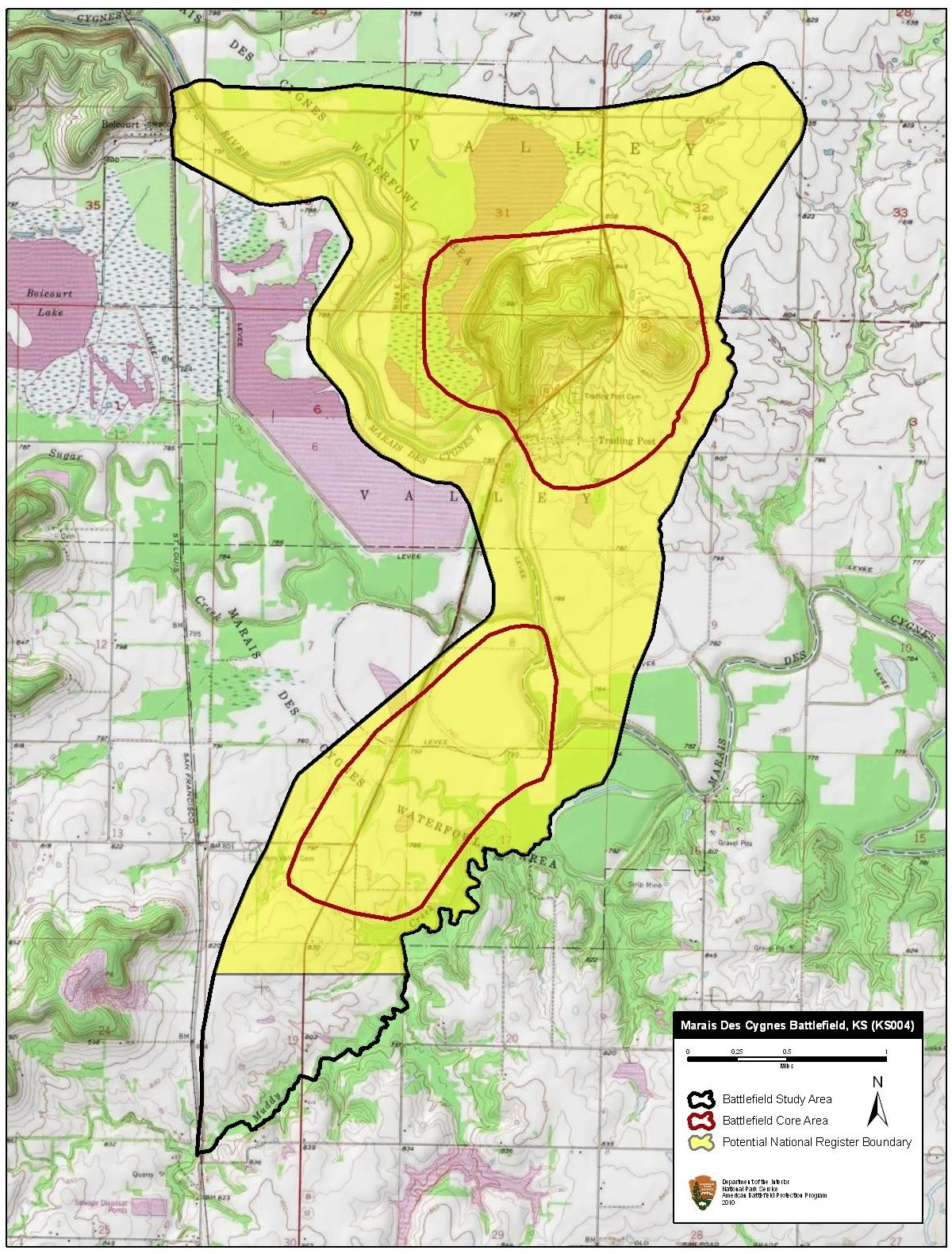
美国战场保护计划绘制的梅里德辛河之战战场地图

柯蒂斯次日凌晨一点左右得知桑伯恩已停止进攻，他命令桑伯恩在黎明发动进攻，持续向普莱斯施压。桑伯恩手下缺少参谋对行动不利，柯蒂斯派部下前往协助。联邦军此时已部署炮台。法根和谢尔比所部凌晨两点左右撤退，马默杜克的师还剩两千余人，负责断后。马默杜克把主力撤到梅里德辛河以南，只在高约43米的两座土墩留散兵驻守。科罗拉多州第2骑兵团当晚一度突破散兵防线并撤回，密苏里州民兵部队和爱荷华州第4骑兵团也在黑暗掩护下推进。联邦军中校弗雷德里克·本廷（Frederick W. Benteen）夜间带骑兵旅来援，并分兵一个团守卫通向北面的河流渡口，以防敌军从侧翼偷袭。凌晨四点，桑伯恩手下炮兵用六门三英寸来福炮（3-inch ordnance rifle）向联盟部队防线开火。
联邦军右翼的爱荷华州第4骑兵团拂晓进攻并以地形掩护，炮兵向土墩开火，但以15度仰角发射后炮弹落在敌军阵地后方，有些命中联盟军营地，促使对方加速撤离。驻守防线的联盟军人枪法太差，爱荷华州骑兵率先轻松夺取土墩阵地。密苏里州第6和第8州民兵骑兵团攻向敌军防线另一头的土墩，守军火力依然缺乏实效，但双方面对崎岖地形都放不开手脚。守军指挥官面临两个民兵骑兵团来袭，担心通往河对岸马默杜克所部主力的退路会被切断于是放弃山墩阵地。守军完全放弃阵地后，联邦军才发现敌方撤退。西尼西称，双方在此阶段“几乎没有”伤亡。联盟军在河北面的抵抗瓦解，桑伯恩派爱荷华州第3骑兵团（3rd Iowa Cavalry Regiment）、密苏里州第10骑兵团（10th Missouri Cavalry Regiment）、阿肯色州第2骑兵团（2nd Arkansas Cavalry Regiment）突破。
阿肯色州第2骑兵团率先追击，联邦军在梅里德辛河北面和贸易站周边抓获俘虏百名，加农炮两门和部分马车。营地留有大量装备、私人物品和尚未煮熟的食品，还有屠宰的牲畜尸体。马默杜克派兵驻守河流南面渡口，并有德克萨斯州炮兵亨森所部（Hynson's Texas Battery）的三门加农炮，联邦军攻势受阻，现场兵力也不足以和联盟军正面交手。倒塌的树木与托马斯·弗里曼（Thomas R. Freeman）上校手下人马阻碍渡河，桑伯恩命令密苏里州第7临时征召民兵（7th Provisional Enrolled Missouri Militia）从上游的联盟阵地过河，进而包抄联盟军防线，打开正面渡河通道。密苏里州第7临时征召民兵从侧翼击退敌军，阿肯色州第2骑兵团也冲过河道。梅里德辛河支流“大糖溪”（Big Sugar Creek）挡住去路，而且桑伯恩不知道梅里德辛河另有渡口绕过支流。

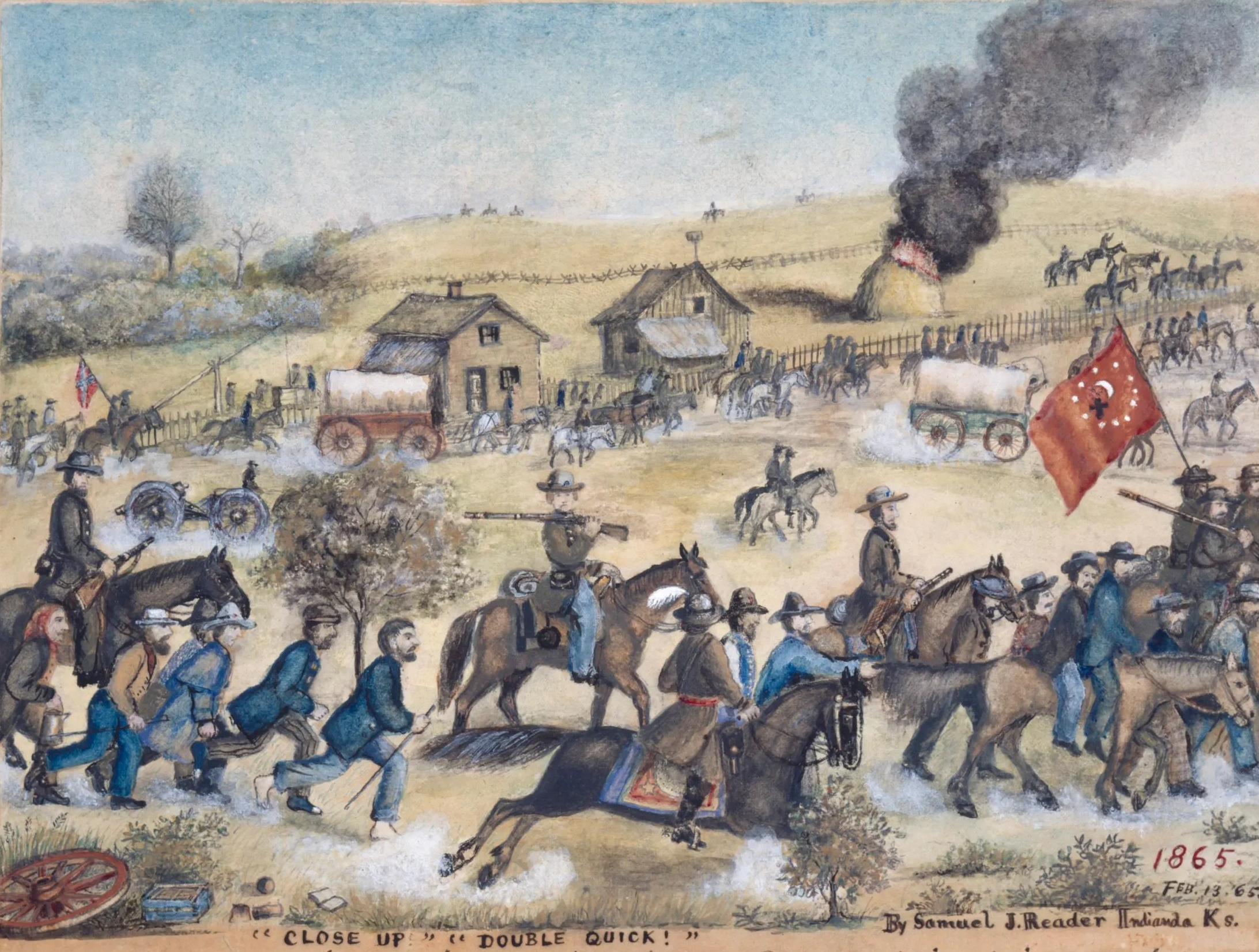
普莱斯突袭中的联盟军骑兵，塞缪尔·雷德1865年绘

负责断后的克拉克率旅阻挡联邦军攻势，桑伯恩所部从河边树林冲出后发现敌军防线。桑伯恩将两个密苏里州临时征召民兵部队分成散兵，阿肯色州第2骑兵团、科罗拉多州第2骑兵团和另外两支民兵部队构成主力。但他不知道接下来应该怎么办，亲自去找柯蒂斯下令，把现场临时交给阿肯色州第2骑兵团团长约翰·菲尔普斯（John E. Phelps）上校指挥。菲尔普斯收到的命令是得到增援后再进攻，但他还是出动两百下属和两支民兵部队攻打克拉克所部，进攻起初略见成效，但随后就被击退。柯蒂斯和普里森顿此时已同桑伯恩会合，看到敌方击退阿肯色州第2骑兵团。他们想派兵增援菲尔普斯，但普莱斯的补给车队撤退期间阻塞道路，部队难以调动。
普里森顿从桑伯恩手中收回指挥权后在上午九点前组建骑兵旅战线，桑伯恩、本廷和约翰·菲利普（John F. Philips）上校带队，另有联邦军炮兵小队加入。桑伯恩带队包抄克拉克防线右翼，迫使联盟军后撤，德克萨斯州炮兵亨森所部仓促转移，联邦军俘获加农炮一门。克拉克所率旅组成新防线，但仅凭1200人无法抵抗3500联邦军。菲利普带兵从左侧来攻，克拉克上午十点左右再度下令撤退，科尔顿·格林（Colton Greene）上校和密苏里州第3骑兵团（3rd Missouri Cavalry Regiment）负责断后。

## 影响和战场保护
10月25日上午，菲利普与本廷所部在矿溪遇到普莱斯的部下后马上进攻引发矿溪之战（Battle of Mine Creek），是南北战争期间规模很大的骑兵战。联盟军大败，马默杜克等约六百将士和许多加农炮被俘。谢尔比带师断后，当晚双方又爆发马尔米顿河之战（Battle of Marmiton River）。据历史学家阿尔伯特·卡斯特尔（Albert E. Castel）所述，10月25日午夜普莱斯的大军已支离破碎、士气低迷，仿佛武装暴民。普莱斯夜间在弗农县迪尔菲尔德（Deerfield）附近焚毁补给车队，避免继续拖累大军撤退。10月28日他们已抵达牛顿县纽托尼亚（Newtonia），又在第二次纽托尼亚之战（Second Battle of Newtonia）败于布朗特和桑伯恩之手。普莱斯的军队开始瓦解，先撤入阿肯色州，再经印第安人领地逃到德克萨斯州。联盟军在泛密西西比战场最后一次大型攻势以失败告终，普莱斯发起突袭战时拥有1.2万人马，此时只剩3500人。
此战约有379公顷战场划归政府机构保护，其中堪萨斯州鱼类与野生动物部（Kansas Department of Fish and Wildlife）61公顷，美國魚類及野生動物管理局318.59公顷且都在梅里德辛河国家野生动物保护区。截至2010年，九成二的战场遗址保存完整，其中仅一成九位于野生动物保护区。划归野生动物保护区的土地仅在公路服務區留有堪萨斯州交通部（Kansas Department of Transportation）负责维护的标牌和小路。69号美国国道与52号堪萨斯州州道（Kansas State Highway 52）经过战场遗址北部，风景基本保持原样，没有显著开发。梅里德辛河之战战场遗址虽在2010年经美国战场保护计划（American Battlefield Protection Program）斟测认定有望入选国家史迹名录，但截至2021年3月，战场遗址尚未列入名录。

## 脚注
1. 1 2  Kennedy & 1998，第384页
2. ↑  Ohio State University.
3. ↑  Kennedy & 1998，第19–20页
4. ↑  Kennedy & 1998，第20–25页
5. ↑  Kennedy & 1998，第34–37页
6. ↑  Kennedy & 1998，第377–379页
7. ↑  Kennedy & 1998，第343页
8. 1 2  Collins & 2016，第27–28页
9. ↑  Parrish & 2001，第49页
10. ↑  Claiborne Fox Jackson.
11. ↑  Collins & 2016，第37页
12. ↑  Collins & 2016，第39页
13. ↑  Neely.
14. ↑  Kennedy & 1998，第380–382页
15. ↑  Collins & 2016，第53页
16. ↑  Collins & 2016，第57页
17. ↑  Collins & 2016，第59页
18. 1 2  Phillips.
19. ↑  Sinisi & 2020，第125页
20. ↑  Warner & 1987，第xviii页
21. ↑  Collins & 2016，第63, 65页
22. ↑  Jenkins & 1906，第52页
23. 1 2  Kennedy & 1998，第382页
24. ↑  Kennedy & 1998，第382–384页
25. 1 2  Collins & 2016，第121页
26. ↑  Collins & 2016，第126页
27. 1 2  Collins & 2016，第123页
28. ↑  Sinisi & 2020，第264页
29. 1 2 3  Collins & 2016，第124–125页
30. ↑  Buresh & 1977，第76页
31. 1 2 3  Lause & 2016，第157页
32. ↑  Collins & 2016，第127页
33. ↑  Collins & 2016，第128页
34. ↑  Stalnaker & 2011，第67页
35. 1 2 3  Collins & 2016，第129页
36. ↑  Sinisi & 2020，第260页
37. 1 2 3  Collins & 2016，第128–129页
38. ↑  Sinisi & 2020，第265页
39. 1 2  Scott & 1893，第329页
40. ↑  Buresh & 1977，第78页
41. 1 2  Stalnaker & 2011，第68页
42. ↑  Sinisi & 2020，第268页
43. 1 2  Scott & 1893，第330页
44. ↑  Buresh & 1977，第80页
45. 1 2 3  Collins & 2016，第131页
46. 1 2 3  Lause & 2016，第158页
47. 1 2  Stalnaker & 2011，第69页
48. ↑  Buresh & 1977，第81页
49. ↑  Sinisi & 2020，第268, 274页
50. ↑  Sinisi & 2020，第274页
51. ↑  Stalnaker & 2011，第70页
52. ↑  Buresh & 1977，第82页
53. 1 2 3  Collins & 2016，第133页
54. ↑  Sinisi & 2020，第274–275页
55. 1 2  Sinisi & 2020，第275页
56. 1 2  Collins & 2016，第134–135页
57. ↑  Buresh & 1977，第84–85页
58. ↑  Kennedy & 1998，第384–385页
59. ↑  Castel & 1993，第245页
60. ↑  Kennedy & 1998，第385–386页
61. ↑  National Park Service & 2010，第24页
62. ↑  National Park Service & 2010，第5页
63. ↑  National Park Service & 2010，第12页
64. ↑  National Park Service & 2010，第14页
65. ↑  Database and Research.
66. ↑  Registers of Historic Places.